# Улица Попова (Петрозаводск)
У́лица Попо́ва (карел. Popovan uuličču) — улица в Петрозаводске, в жилом районе Древлянка, проходит от улицы Хейкконена до Сыктывкарской улицы.

## История
Своё наименование получила 25 мая 1986 года. До этого времени улица доходила до бульвара Интернационалистов и включала улицу Хейкконена.
Длина улицы — около 1 километра.
27 мая 2013 года на д. 4 по улице была установлена мемориальная доска в честь Героя Советского Союза Михаила Попова.

## Застройка

### Чётная сторона
Чётная сторона улицы застроена, в основном, многоэтажными домами 75 серии. На этом участке имеется также Школа № 43. На месте пересечения с Лососинским шоссе построены дома жилищного комплекса «Олимп».

### Нечётная сторона
На нечётной стороне улицы построен гипермаркет «ЦСК» и жилой комплекс «Каскад».

## Транспорт
На улице Попова был расположен конечный пункт нескольких маршрутов: № 1, 4, 12, 17, 19, 27.
По состоянию на февраль 2025 года через улицу проходят 7 автобусных маршрутов:
- № 4 «Рабочая улица — Финский проезд», движение в направлении Финского проезда на участке от улицы Древлянки до Лососинского шоссе, остановки на улице не осуществляет[5];
- № 9 «Сулажгорская улица — Кемская улица», движение вдоль всей улицы[6];
- № 12 «Финский проезд — ЖК Бульвар у родников», движение в направлении ЖК Бульвар у родников вдоль всей улицы, в направлении Финского проезда на участке от улицы Древлянки до Лососинского шоссе без остановок[7];Остановка «Школа № 43» на улице Попова.

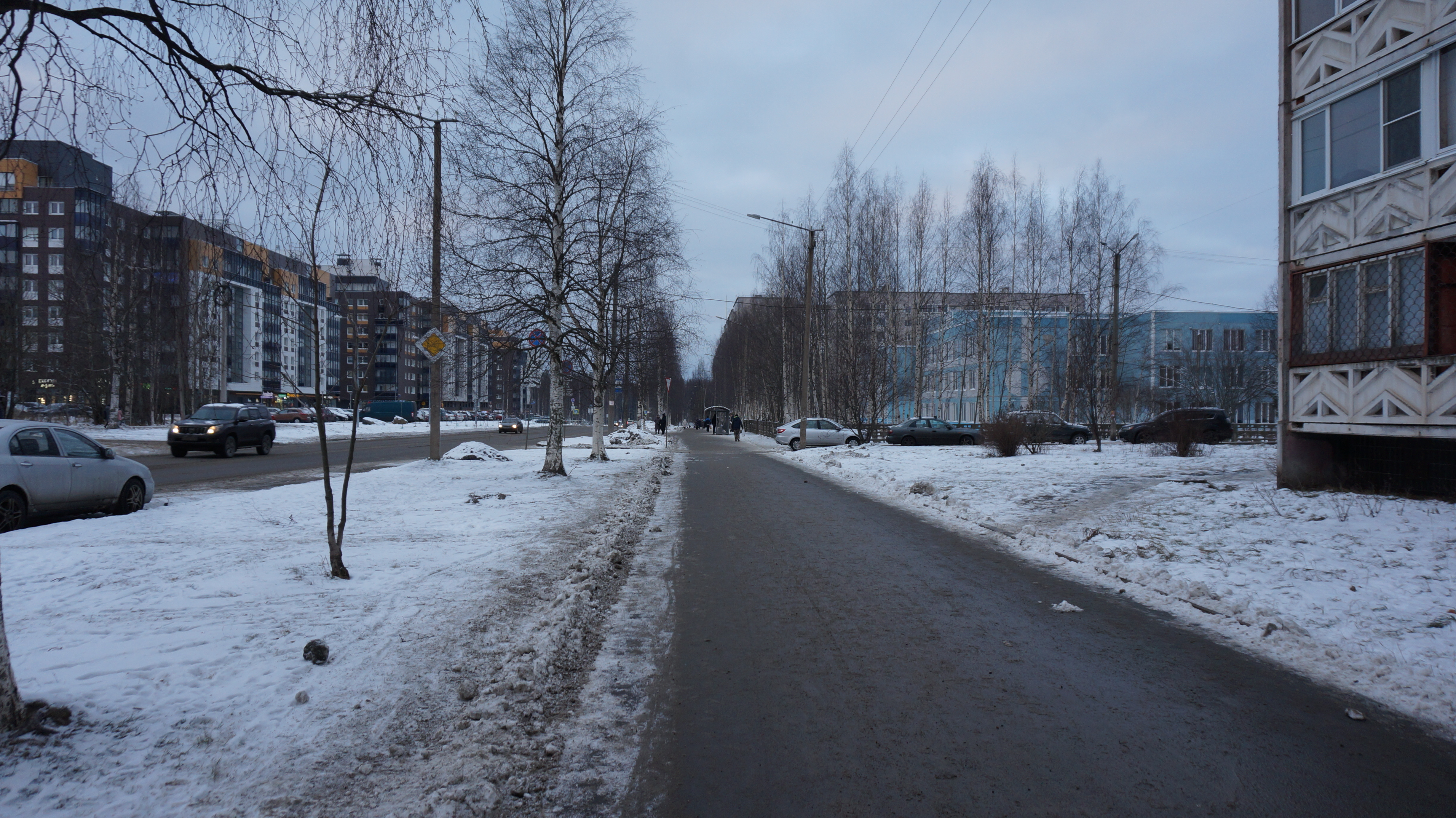
Остановка «Школа № 43» на улице Попова.

- № 14 «Рабочая улица — Финский проезд», движение в направлении Финского проезда на участке от улицы Древлянки до Лососинского шоссе, остановки на улице не осуществляет[8];
- № 19 «Финский проезд — ЗАО „Петрозаводскмаш“», движение в направлении Финского проезда на участке от улицы Древлянки до Лососинского шоссе, остановки на улице не осуществляет[9];
- № 26 «Финский проезд — Кемская улица», движение вдоль всей улицы[10];
- № 27 «Рабочая улица — Чистая улица», движение в направлении Чистой улицы на участке от улицы Древлянки до Лососинского шоссе, остановки на улице не осуществляет[11];
- № 28 «Рабочая улица — Финский проезд», движение в направлении Финского проезда на участке от улицы Древлянки до Лососинского шоссе, остановки на улице не осуществляет[12].